# Abellera aranyosa
L'abellera aranyosa o flor d'aranya (Ophrys sphegodes, Mill., 1768) és una orquídia monopòdica del gènere Ophrys, dins la subtribu Orchidinae de la família Orchidaceae. El seu nom genèric ophrys deriva de la paraula grega ophrys = 'cella' referint-se a l'alta consideració que es té cap a aquest gènere. Del grec sphegodes = 'similar a una vespa' referint-se al seu label. Ophrys s'esmenta per primer cop en el llibre Naturalis Historia de Plini el Vell (23-79).

## Morfologia
Ophrys sphegodes és una orquídia terrestre que té tubercle subterrani, globular i petit, del qual surt la tija floral erecta senzilla i sense ramificacions, d'uns 30 cm. Aconsegueixen una alçària de 25 a 30 cm. Les petites fulles basals formen una roseta de fulles enganxades arran de terra, oblongolanceolades arrodonides sense indentacions, tenen un color verd blavós. Les flors tenen un label de grans dimensions. El label és trilobulat d'un color marró fosc, amb lòbul central vellutat, triangular, allargat i bombat. El label de color marró vermellós, d'uns 13 a 18 mm de longitud, té tres lòbuls amb els dos laterals triangulars que estan girats lleugerament cap endavant, amb uns pèls fins i sedosos imitant èlitres d'insecte. El lòbul intermedi és glabre i més gran que els laterals, en el qual l'espècul és de color acer o una mica purpuri, amb forma de H o de lletra "pi" grega. Aquesta varietat té dos sèpals laterals iguals en grandària, el tercer es gira una mica cap endavant. Els tres sèpals són d'uns 7 mm de longitud i un color uniforme verd vermellós o verd. Els tèpals interns són bastant més petits que els externs, estrets i afilats (imiten les antenes d'un insecte), però del mateix color verd que els sèpals, i fan un gran contrast amb els tons foscos del label. De dos a deu flors es desenvolupen en la tija floral amb fulles basals. Les flors són úniques, no solament per la seva inusual bellesa, gradació de color i formes excepcionals, sinó també per la ingenuïtat amb la qual atreuen els insectes. El seu label imita en aquest cas l'abdomen d'una aranya. Aquesta espècie és molt variable en els seus dibuixos i gradació de color.

## Ecologia
Aquesta abellera monopòdica d'hàbits terrestres es distribueix pel Mediterrani (estat espanyol, sud de França, i Còrsega) en general arreu d'Europa. Habita a prats, garrigues, matollars i boscos. Es desenvolupen a la tardor i poden sobreviure a les gelades de l'hivern. Durant l'estiu, aquestes orquídies estan dorments com un bulb subterrani que serveix com una reserva de nutrients. Al final de l'estiu-tardor desenvolupa una roseta de fulles. També un nou tubercle comença a desenvolupar-se i madura fins a la següent primavera, el vell tubercle mor lentament. Floreixen de mitjans de març a abril. A la primavera, la tija floral comença a desenvolupar-se, i durant la floració les fulles ja comencen a marcir.
La majoria de les orquídies del gènere Ophrys depenen d'un fong simbiont; a causa d'això, desenvolupen solament un parell de petites fulles alternes. No poden ser trasplantades a causa d'aquesta simbiosi.
Aquesta suggestió visual serveix com a reclam íntim. Aquesta pol·linització mímica està acrescuda en produir, a més, la fragància de la femella de l'insecte en zel. Aquestes feromones fan que l'insecte s'apropi a investigar. Això ocorre solament en el període determinat en el qual els mascles estan en zel i les femelles no han copulat encara. L'insecte està tan excitat que comença a copular amb la flor. Això s'anomena pseudocopulació; la fermesa, la suavitat, i els pèls vellutats del label són els majors incentius perquè l'insecte s'introdueixi en la flor. Els pol·linis s'adhereixen al capdavant o a l'abdomen de l'insecte. Quan torna a visitar una altra flor els pol·linis copegen l'estigma. Els filaments dels pol·linis durant el transport canvien de posició de tal manera que els grans de pol·len puguin copejar l'estigma; tal és el grau de refinament de la reproducció. Si els filaments no prenen la nova posició, els pol·linis podrien no haver fecundat la nova orquídia.
Cada orquídia té el seu propi insecte pol·linitzador i depèn completament d'aquesta espècie pol·linitzadora per a la seva supervivència. El que és més, els mascles entabanats és probable que no tornin o fins i tot que ignorin plantes de la mateixa espècie. Per tot això, solament prop del 10% de la població d'Ophrys arriba a ser pol·linitzada. Això és suficient per a preservar la població d'Ophrys, si es tenen en compte que cada flor fertilitzada produeix 12.000 diminutes llavors.

## Taxonomia
Sinònims (per ordre alfabètic)
- Arachnites aranifera (Huds.) Bubani 1901
- Myodium araniferum (Huds.) Salisb. 1812
- Ophrys araneola Rchb. 1831
- Ophrys aranifera f. latipetala Chaub. ex St.-Amans 1821
- Ophrys aranifera f. oodicheila Renz 1928
- Ophrys aranifera f. peralba G.Keller 1912
- Ophrys aranifera f. pseudomuscifera Ruppert 1917
- Ophrys aranifera f. purpurea A.Camus 1929
- Ophrys aranifera f. semilunaris W.Zimm. 1917
- Ophrys aranifera Huds. 1778
- Ophrys aranifera ssp. litigiosa (E.G.Camus) P. Fourn.
- Ophrys aranifera ssp. araneola (Rchb.) K.Richt. 1890
- Ophrys aranifera subvar. bavarica Soó 1927
- Ophrys aranifera var. aurantiaca Beauverd 1929
- Ophrys aranifera var. euchlora J.Murray 1905
- Ophrys aranifera var. flavescens M.Schulze 1894
- Ophrys aranifera var. quadriloba Rchb.f. 1851
- Ophrys aranifera var. rotulata Beck 1890
- Ophrys aranifera var. subfucifera Rchb.f. 1851
- Ophrys argensonensis J.-C.Guérin i A.Merlet 1998
- Ophrys argentaria Devillers-Tersch. & Devillers 1991
- Ophrys classica Devillers-Tersch. & Devillers 2000
- Ophrys cretensis (H.Baumann i Künkele) Paulus 1988
- Ophrys crucigera Jacq. 1784
- Ophrys delmeziana P.Delforge 1989
- Ophrys exaltata ssp. mateolana (Medagli & al.) Paulus & Gack 1999
- Ophrys fuchsii W.Zimm. 1917
- Ophrys fucifera Sm. 1830
- Ophrys fuciflora Curtis 1778
- Ophrys galeopsidea Lag. ex Colmeiro 1889
- Ophrys garganica O.Danesch & E.Danesch 1975
- Ophrys garganica ssp. passionis (Sennen ex Devillers-Tersch. & Devillers) Paulus & Gack 1999
- Ophrys garganica ssp. sipontensis (R.Lorenz & Gembardt) Del Prete 1984
- Ophrys gortynia (H.Baumann & Künkele) Paulus 1988
- Ophrys hebes (Kalopissis) E.Willing & B.Willing 1980
- Ophrys illyrica S.Hertel & K.Hertel 2002
- Ophrys incubacea ssp. garganica (O.Danesch i E.Danesch) Galesi 2004
- Ophrys insectifera var. arachnites L. 1753
- Ophrys insectifera var. pallescens Moggr. 1869
- Ophrys insectifera var. rubescens Moggr. 1869
- Ophrys litigiosa E.G.Camus 1900
- Ophrys majellensis (Helga Daiss i Herm.Daiss) P.Delforge 1998
- Ophrys massiliensis Viglione & Véla 1999
- Ophrys mateolana Medagli & al. 1991
- Ophrys melitensis (Salk.) Devillers-Tersch. & Devillers 1994
- Ophrys montenegrina (H.Baumann & Künkele) Devillers-Tersch. & Devillers 1991
- Ophrys negadensis G.Thiele & W.Thiele 2001
- Ophrys passionis Sennen ex Devillers-Tersch. & Devillers 1994
- Ophrys passionis ssp. majellensis (Helga Daiss & Herm.Daiss) Romolini & Soca 2000
- Ophrys provincialis (H.Baumann & Künkele) Paulus 1988
- Ophrys quadriloba (Rchb.f.) E.G.Camus 1908
- Ophrys riojana C.E.Hermos., J. Eur. Orch. 31: 881 (1999).
- Ophrys ruppertii A.Fuchs 1917
- Ophrys sipontensis R.Lorenz & Gembardt 1987
- Ophrys sphegodes f. latipetala (Chaub. ex St.-Amans) Soó 1971
- Ophrys sphegodes f. pseudomuscifera (Ruppert) Soó 1971
- Ophrys sphegodes f. subfucifera (Rchb.f.) Soó 1971
- Ophrys sphegodes lus. aurantiaca (Beauverd) Soó 1971
- Ophrys sphegodes lus. bavarica (Soó) Soó 1971
- Ophrys sphegodes lus. euchlora (J.Murray) Soó 1971
- Ophrys sphegodes lus. flavescens (M.Schulze) Soó 1971
- Ophrys sphegodes lus. pallescens (Moggr.) Soó 1971
- Ophrys sphegodes lus. peralba (G.Keller) Soó 1971
- Ophrys sphegodes lus. purpurea (A.Camus) Soó 1971
- Ophrys sphegodes lus. rotulata (Beck) Soó 1971
- Ophrys sphegodes lus. rubescens (Moggr.) Soó 1971
- Ophrys sphegodes lus. semilunaris (W.Zimm.) Soó 1971
- Ophrys sphegodes ssp. araneola (Rchb.) M. Laínz 1983
- Ophrys sphegodes ssp. cretensis H.Baumann & Künkele 1986
- Ophrys sphegodes ssp. garganica E.Nelson 1962
- Ophrys sphegodes ssp. gortynia H.Baumann & Künkele 1986
- Ophrys sphegodes ssp. hebes Kalopissis 1975
- Ophrys sphegodes ssp. litigiosa (E.G.Camus) Bech. 1925
- Ophrys sphegodes ssp. majellensis Helga Daiss & Herm.Daiss 1997
- Ophrys sphegodes ssp. melitensis Salk. 1992
- Ophrys sphegodes ssp. montenegrina H.Baumann & Künkele 1988
- Ophrys sphegodes ssp. oodicheila (Renz) Riech. 2004
- Ophrys sphegodes ssp. passionis (Sennen ex Devillers-Tersch. & Devillers) Sanz & Nuet 1995
- Ophrys sphegodes ssp. provincialis H.Baumann & Künkele 1988
- Ophrys sphegodes ssp. tommasinii (Vis.) Soó 1971
- Ophrys sphegodes var. argentaria (Devillers-Tersch. & Devillers) Faurh. 2002
- Ophrys sphegodes var. garganicoides Balayer 1986
- Ophrys sphegodes var. gigantea A.Fuchs 1917
- Ophrys sphegodes var. subaesculapiana Balayer 1986
- Ophrys sphegodes var. subspruneriana Balayer 1986
- Ophrys sphegodes var. subtommasiniana Balayer 1986
- Ophrys tarquinia P.Delforge 2000
- Ophrys tommasinii ssp. araneola (Rchb.) Soó 1980
- Ophrys tommasinii ssp. litigiosa (E.G.Camus) Soó 1973
- Ophrys tommasinii Vis. 1851
- Ophrys vindelica W.Zimm. ex A.Fuchs 1928

Híbrids naturals d'Ophrys sphegodes
- Ophrys × baumanniana (O. cretica × O. sphegodes) (Creta)
- Ophrys × benoitiana (O. incubacea × O. sphegodes ssp. lunulata) Sicília
- Ophrys × bilineata (O. bertolonii × O. sphegodes) (Europa
- Ophrys × boscoquartensis (O. biscutella × O. sphegodes) Itàlia
- Ophrys × burneriana (O. sphegodes ssp. cretensis × O. spruneri) Creta
- Ophrys × epidavrensis (O. argolica × O. sphegodes ssp. aesculapii) Grècia
- Ophrys × extorris (O. holosericea × O. insectifera × O. sphegodes) Àustria
- Ophrys × flahaultii (O. apifera var. ? apifera × O. sphegodes) França
- Ophrys × hoeppneri (O. bombyliflora × O. sphegodes) Itàlia
- Ophrys × hybrida (O. insectifera × O. sphegodes) França
- Ophrys × jarigei (O. fusca ssp. minima × O. sphegodes) França
- Ophrys × jeanpertii (O. araneola × O. sphegodes) França
- Ophrys × macchiatii (O. sphegodes × O. vernixia ssp. ciliata) Sardenya
- Ophrys × philippei (O. scolopax × O. sphegodes) sud d'Europa
- Ophrys × rauschertii (O. apifera × O. insectifera × O. sphegodes) Europa
- Ophrys × vogatsica (O. reinholdii × O. sphegodes) Grècia